# Золанд ан дер Шпре
Золанд ан дер Шпре (њем. Sohland an der Spree) општина је у њемачкој савезној држави Саксонија. Једно је од 63 општинска средишта округа Бауцен. Према процјени из 2010. у општини је живјело 7.340 становника. Посједује регионалну шифру (AGS) 14625560.

## Географски и демографски подаци
Золанд ан дер Шпре се налази у савезној држави Саксонија у округу Бауцен. Општина се налази на надморској висини од 302 метра. Површина општине износи 37,3 km². У самом мјесту је, према процјени из 2010. године, живјело 7.340 становника. Просјечна густина становништва износи 197 становника/km².